# XXIX Korpus Armijny (III Rzesza)
XXIX Korpus Armijny – jeden z niemieckich korpusów piechoty, uczestniczył w ataku na Związek Radziecki. 
XXIX KA został sformowany 20 maja 1940 roku w Okręgu Wojskowym nr IV. W 1941 roku brał udział w agresji na ZSRR. Powierzono mu rozbicie wojsk radzieckich na zachodnim brzegu Bugu. W składzie 6 i 8 Armii oraz 1 Armii Pancernej walczył z Armią Czerwoną w latach 1941-1945.

## Dowódcy korpusu
- gen. Hans von Obstfelder 20.05.1940 - 21.05.1943
- gen. Erich Brandenberger maj 1943 - 30.06.1944
- gen. Anton-Reichard Freiherr von Mauchenheim und Bechtolsheim 2.07.1944 - 1.09.1944
- gen. Kurt Röpke od 1.09.1944 - do kapitulacji[4]

## Struktura organizacyjna
Skład w sierpniu 1944 roku:
- 10 Dywizja Grenadierów Pancernych
- 13 Dywizja Pancerna

Skład w styczniu 1945 roku:
- 15 Dywizja Piechoty
- 76 Dywizja Piechoty
- 8 Dywizja Strzelców